# Carlo Ambrogio Lonati
Carlo Ambrogio Lonati (getauft als Giovanni Ambrogio Leinati, auch Lunati genannt; * um 1645 in Mailand; † wahrscheinlich zwischen 1710 und 1715 ebenda) war ein italienischer Komponist, Violinist, Opernsänger und Impresario.

## Leben
Lonati war von 1665 bis 1667 als Geiger am Hof des Vizekönigs von Neapel tätig, wo er auch Opernrollen übernahm. Danach wirkte er in Rom für zehn Jahre als Konzertmeister und Sänger am Hof der Christina von Schweden. Hier begegnete er Alessandro Stradella und Lelio Colista; mit Ersterem arbeitete er in späteren Jahren in Genua. Zwischen 1684 und 1686 stand er als Virtuose in Diensten von Ferdinando Carlo von Gonzaga-Nevers des Herzogs von Mantua.
In Rom komponierte er zahlreiche Violin- und Triosonaten, die den Werken von Arcangelo Corelli und Henry Purcell als Vorbild dienten. Er zählte wie Corelli zu den Lehrmeistern des jungen Francesco Geminiani. Francesco Maria Veracini bezeichnete ihn 1760 als einen der virtuosesten Geiger seines Jahrhunderts.

## Werke
Die nur handschriftlich überlieferten Instrumentalwerke sind einige Triosonaten und die 1701 Kaiser Leopold I. gewidmeten 12 Sonate per violino e basso continuo, darin enthalten eine 600 Takte umfassende Ciacona. Sechs dieser Werke sind in Skordatur notiert. Diese Sonatensammlung kam über Johann Georg Pisendel nach Dresden, wo die Originale seit 1945 verschollen sind. Lonati ließ seine Werke bewusst nicht drucken, damit sie, so zitiert ihn Veracini wörtlich, nicht in die Hände von Leuten fielen, die nicht einmal die Uhr lesen könnten.

### Opern
- Amor stravagante (Libretto nach Giovanni Filippo Apollonis Amor per vendetta o vero L'Alcasta), 1677 Genua, Teatro Falcone
- Amor per destino (Libretto nach Nicolò Minatos Antioco), 1678 Genua
- Ariberto e Flavio, regi de Longobardi (Libretto von Rinaldo Cialli), 9. Dez. 1684 Venedig, Teatro S. Salvatore.[2]
- Enea in Italia (Giacomo Francesco Bussani), 1686 Mailand, Regio Teatro Nuovo
- I due germani rivali, 1686 Modena, Teatro Fontanelli
- Scipione africano (Libretto von Nicolò Minato), 1692 Mailand, Regio Teatro; zusammen mit Paolo Magni
- L'Aiace (Libretto von Pietro d'Averara), 1694 Mailand, Regio Teatro; zusammen mit Paolo Magni und Francesco Ballarotti